# Atherigona tobi
Atherigona tobi är en tvåvingeart som beskrevs av John Otterbein Snyder 1965. Atherigona tobi ingår i släktet Atherigona och familjen husflugor. Inga underarter finns listade i Catalogue of Life.